# Парламентские выборы в Лихтенштейне (1949)

Парламентские выборы в Лихтенштейне проходили 6 февраля 1949 года.
В результате Прогрессивная гражданская партия получила 8 мест из 15 мест Ландтага. Партия осталась в коалиции с Патриотическим союзом. 

## Результаты
| Партия                                 | Партия                                 | Голосов | %    | Мест | +/– |
| -------------------------------------- | -------------------------------------- | ------- | ---- | ---- | --- |
|                                        | Прогрессивная гражданская партия       | 1 555   | 52,9 | 8    | 0 ▬ |
|                                        | Патриотический союз                    | 1 383   | 47,1 | 7    | 0 ▬ |
| Недействительных/пустых бюллетеней     | Недействительных/пустых бюллетеней     | 94      | —    | —    | —   |
| Всего                                  | Всего                                  | 3 032   | 100  | 15   | 0   |
| Зарегистрированных избирателей/Явка, % | Зарегистрированных избирателей/Явка, % | 3 285   | 92,3 | –    | –   |
| Источник: Nohlen & Stöver              |                                        |         |      |      |     |